# Подберезское сельское поселение
Подберезское сельское поселение — упразднённое с 1 апреля 2014 года муниципальное образование в Новгородском муниципальном районе Новгородской области России.
Административным центром была деревня Подберезье.
Территория прежнего сельского поселения расположена в центре Новгородской области, к северу от Великого Новгорода. По центральной части территории муниципального образования проходит федеральная автотрасса М10, вдоль западной административной границы пути железнодорожной линии Чудово — Великий Новгород, а восточной границей сельского поселения служит река Волхов. Площадь территории поселения — 25 590 га.

## История
Подберезское сельское поселение было образовано в соответствии с законом Новгородской области от 11 ноября 2005 года № 559-ОЗ.
C 1 апреля 2014 года Законом Новгородской области № 533-ОЗ были преобразованы: Трубичинское сельское поселение, Подберезское сельское поселение (с прежним административным центром в деревне Подберезье), Чечулинское сельское поселение (с прежним административным центром в деревне Чечулино) во вновь образованное муниципальное образование Трубичинское сельское поселение с определением административного центра в деревне Трубичино.

## Населённые пункты
На территории прежнего сельского поселения расположены 10 населённых пунктов  — деревни Вешки, Захарьино, Мясной Бор, Некохово, Плотишно, Подберезье, Теремец, Тютицы и Ямно, а также посёлок при станции Подберезье.

## Население
| 2010 | 2012  | 2013  | 2014  |
| ---- | ----- | ----- | ----- |
| 3930 | ↗4011 | ↗4093 | ↘4026 |

## Экономика
Главные предприятия на момент упразднения:
- Новгородская Нефтебаза Новгороднефтепродукт ОАО «Сургутнефтегаз»;
- Птицефабрика «Гвардеец», производство яиц;
- Крупнейший в области элеватор (в том числе зернохранение, мельница, комбикормовое производство, выпечка хлебобулочных изделий и т. п.);
- Завод по производству древесно-стружечных плит ООО «ИКЕА Индастри Новгород» (дочернее предприятие производственной группы компаний IKEA (Швеция), прежде ООО «Флайдерер» (дочернее предприятие акционерного общества Pfleiderer Grajewo (Польша)));
- Асфальтовый завод Австрийского концерна Strabag (производство асфальтобетонных смесей).

### Транспорт
Вдоль всей западной части деревни на расстоянии около 2 км от центра проходит железная дорога Чудово — ст. Новгород-на-Волхове, оставшийся участок железной дороги Чудово—Новгород—Шимск—Старая Русса, введённый в эксплуатацию 18 мая 1871 года (бо́льшая часть дороги не восстановлена после Великой Отечественной войны). На этой линии расположена железнодорожная станция Подберезье.
Автомагистраль М10, автомобильная дорога в деревню Село-Гора и посёлок Тёсово-Нетыльский (железнодорожная станция Рогавка).